# Chants de Chu
Les Chants de Chu ( chinois traditionnel 楚辭 ; chinois simplifié 楚辞 ; pinyin Chǔ Cí ; Wade-Giles Ch'u Tz'u ; EFEO Tch'ou-ts'eu) ou Élégies de Chu sont une anthologie de dix-sept poèmes ou séries de poèmes. Pour moitié ils sont originaires du royaume de Chu et datent des ive et iiie siècles av. J.-C., à l'époque des Royaumes combattants.
On y trouve les poèmes du premier poète chinois dont le nom soit connu, Qu Yuan, tels le Li sao ou les Neuf Chants.

## Présentation
Les Chants de Chu ont été compilés par Liu Xiang au Ier siècle av. J.-C. Liu a mêlé des poèmes datant du royaume de Chu et des poèmes qui en imitent le style datant de la dynastie des Han. Au IIe siècle apr. J.-C., Wang Yi y a ajouté neuf de ses poèmes et en a fait un commentaire, à l'image de celui des Mao pour le Classique des vers, moral et politique.
Les Chants de Chu reflètent la culture du royaume de Chu, très différente de celle des Chinois de la Plaine centrale, au point d'être considéré par ces derniers comme un royaume barbare. Le chamanisme y était notamment très influent. 
Les Chants de Chu marquent le début de la poésie personnelle, en particulier avec le Li sao (Tristesse de la séparation) de Qu Yuan. On y trouve aussi les Neuf Discussions, attribuées à Song Yu, continuateur de Qu.
Le chamanisme imprègne les Chants de Chu : l'esprit du poète, incompris du monde dans lequel il vit, voyage dans les cieux ou des mondes fantastiques, voyage qui est une allégorie de l'exil. Certains poèmes sont spécifiquement religieux, chants de chaman ou liés à la pensée taoïste. Le thème de l'homme dont la valeur est méconnue domine dans les poèmes les plus tardifs.

## Prosodie
La métrique des Chants de Chu se répartit en trois types principaux. Certains vers comprennent cinq ou six mots, dont le rythme est marqué après le troisième mot par un mot (xi) qui n'a pas de sens et qui se répète à chaque vers. D'autres poèmes, dont le Li sao, ont des vers de six mots, avec un xi à la fin des vers impairs. Enfin certains poèmes sont composés de vers de quatre mots, le xi se trouvant à la fin des vers pairs : il prend la place du quatrième mot ou s'ajoute à la suite, constituant dès lors un vers de cinq mots.

## Les poèmes chamanistiques
Les Neuf Chants, attribués à Qu Yuan, sont la deuxième partie des Chants de Chu. Dans ces poèmes de nature religieuse, la divinité est invitée à prendre possession du chaman.
Les Questions au Ciel (Tianwen), elles aussi attribuées à Qu Yuan, sont une série de questions sans réponses faisant allusion à des mythes et des événements de l'Antiquité.
Le Rappel de l'âme (Zhao hun), attribué à Song Yu, et le Grand Rappel sont issus de la croyance selon laquelle le chaman pouvait ramener une âme détachée de son corps. Un rite, après un décès, consistait pour le chaman à monter sur le toit avec un vêtement du défunt et à l'appeler. Dans ces poèmes, le poète s'identifie au chaman : après avoir évoqué les dangers qui attendent l'âme dans le monde surnaturel, il tente de la ramener dans le monde terrestre en lui en décrivant ses beautés et ses plaisirs.

## Les poèmes d'inspiration taoïste
Plusieurs des Chants de Chu sont d'inspiration taoïste. Deux d'entre eux, Divination pour savoir ce qu'il faut faire et Le Pêcheur, sont attribués à Qu Yuan.
Le poème Randonnée lointaine (Yuan you) est nettement postérieur, puisqu'il cite le Li sao et Sima Xiangru. Il imite le Li sao, mais avec un point de vue taoïste. Le voyage céleste s'y achève en une sorte d'apothéose. Le Rappel d'un ermite (Zhao yin shi) adopte le même thème, mais se conclut sur le dégoût pour la nature.

## Les poèmes sur la fuite du monde
Le premier poème des Chants de Chu, et qui en est aussi le chef-d'œuvre, est le Li sao, attribué à Qu Yuan. Le poète, incompris de son souverain, y entreprend un voyage dans un monde fantastique, à la recherche d'une belle femme. L'ambiguïté du poème permet de l'interpréter dans un sens politique, amoureux ou religieux.
Dans les Neuf Déclarations (Jiu zhang), qui sont en fait dix, des poètes, déçus par la corruption du monde, se retirent dans la nature. Si ces poèmes n'ont pas le côté fantastique du Li sao, ils en conservent cependant la force. Deux d'entre eux, Lamentations sur la capitale (Ai Ying) et Embrassant du sable (Huai sha), sont attribués à Qu Yuan.
Les Neuf Arguments (Jiu bian), de Song Yu, imitent le Li sao, avec la même ambiguïté. Ils sont toujours interprétés dans un sens politique, bien que Song Yu soit par ailleurs l'auteur d'un poème d'amour érotique, le Gao Tang fu, qui ne figure pas dans les Chants de Chu.
Lamentation sur les serments (Xi shi), attribué à Jia Yi (mort en 169 av. J.-C.), Sept Remontrances (Qi jian), attribué à Dongfang Shuo (140-87 av. J.-C.), Lamentations sur le destin de l'époque (Ai shiming), attribué à Yan Ji (IIe siècle av. J.-C.), Neuf Regrets (Jiu huai) de Wang Bao (milieu du Ier siècle av. J.-C.) et Neuf Lamentations (Jiu tan) de Liu Xiang exploitent le thème du poète incompris dans un monde corrompu et injuste.

### Traductions
- Élégies de Chu. Chu ci. Attribuées à Qu'Yuan et autres poètes chinois de l'Antiquité (IVe siècle av. J.-C. - IIe siècle apr. J.-C.), trad. Rémi Mathieu, Gallimard, coll. "Connaissance de l'Orient", 2004, 320 p.

### Études
- (en) A.C. Graham, « The Prosody of the Sao Poems in the Ch'u Tz'u », Asia Major, volume 10, part 2, 1963 [PDF] [lire en ligne]
- (en) D. Hawkes, « The Quest of the Goddess », Asia Major, vol. 14-1, 1967. [PDF] [lire en ligne]
- Jacques Pimpaneau, Chine : Histoire de la littérature, Arles, Éditions Philippe Picquier, 1989 (réimpr. 2004), 452 p.
- Lisa Bresner, Pouvoirs de la mélancolie : chamans, poètes et souverains dans la Chine antique, Albin Michel, coll. "BAM Idées", 2004, 272 p.